# Американщина 2
«Америка́нщина II» — шестой сольный альбом Карандаша, выпущенный в 2012 году. В альбом входят 22 песни, среди которых совместные композиции с Noize MC, Смоки Мо, Антом, Anacondaz и другими. Занимает седьмую строчку в списке лучших хип-хоп-альбомов 2012 года по версии портала Rap.ru

## Критика
По мнению Николая Редькина, музыка, создаваемая Карандашом соответствует уровню популярного европейского и американского рэпа. «Как бы звучало популярное хип-хоп радио, живи мы в другой, идеальной стране» — пишет он в своей рецензии на портале «Rap.ru». По умению же писать запоминающиеся куплеты к песням в российском хип-хопе, пишет критик, ему может составить конкуренцию только Баста. Темы, поднимаемые в текстах песен — жизнь внешне успешных людей за тридцать — аналогичны тому, о чём пишет современная Каста, однако Карандаша выгодно отличает ирония и самоирония.
Александр Горбачёв также положительно отзывается об уровне звука, достигнутом в альбоме: «И правда американщина» — пишет он. Однако, по его мнению, количество композиций в альбоме гораздо больше необходимого, в связи с чем могут возникнуть трудности с тем, чтобы дослушать его до конца.

## Список композиций
| №   | Название                                       | Музыка   | Длительность |
| --- | ---------------------------------------------- | -------- | ------------ |
| 1.  | «Интро»                                        | Карандаш | 1:26         |
| 2.  | «Не включай» (scratch by DJ Mos)               | Карандаш | 3:21         |
| 3.  | «Это нормально»                                | 4eu3     | 3:19         |
| 4.  | «Тупой» (feat. Гига)                           | Карандаш | 2:48         |
| 5.  | «Ок» (feat. MO, Big Som & L'One)               | Карандаш | 4:44         |
| 6.  | «Ком блином»                                   | Карандаш | 3:39         |
| 7.  | «Если этот мир»                                | Карандаш | 4:13         |
| 8.  | «УК РФ»                                        | Iron J   | 2:57         |
| 9.  | «Соловьи» (feat. Смоки Мо)                     | Карандаш | 3:26         |
| 10. | «Девка, которой нужен танец» (feat. Ант 25/17) | Карандаш | 2:46         |
| 11. | «Моя семья»                                    | Карандаш | 3:56         |
| 12. | «Двор»                                         | Карандаш | 3:53         |
| 13. | «До магазина»                                  | Карандаш | 3:27         |
| 14. | «Выиграть» (feat. Lenin)                       | Карандаш | 3:57         |
| 15. | «Я хочу тебя снять» (feat. Lenin)              | 4eu3     | 3:51         |
| 16. | «Титаник» (feat.. Luina & ST)                  | МО       | 3:33         |
| 17. | «Мотивационный рэп»                            | Карандаш | 3:01         |
| 18. | «Вперёд, за баблом!» (feat. Anacondaz)         | Карандаш | 4:33         |
| 19. | «Hellp» (feat. Noize MC)                       | Карандаш | 2:42         |
| 20. | «It's Over»                                    | Карандаш | 2:40         |

| №                   | Название | {{{extra_column}}}  | Длительность |
| ------------------- | --- | ------------------- | ------------ |
| 21.                 | «Не ебёт» (feat. Митя Блинов (Марсель))                                                                              | Карандаш            | 3:46         |
| 22.                 | «Это нормально (Remix)» (feat. Dime, Сэт, Гига, Нигатив, Фьюз, Марсель, PLC, Варчун, Lenin, Anacondaz, Дабл & Крипл) | 4eu3                | 7:36         |
| Общая длительность: | Общая длительность:                                                                                                  | Общая длительность: | 1:08:21      |

## Видеоклипы
| Год  | Название  | Режиссёр(ы)       |
| ---- | --------- | ----------------- |
| 2012 | «Титаник» | Jasur Shametov    |
| 2012 | «OK»      |                   |
| 2013 | «Не ебёт» | Николай Работягов |